# Cantone di Étrépagny
Il Cantone di Étrépagny era una divisione amministrativa dell'arrondissement di Les Andelys.
A seguito della riforma approvata con decreto del 25 febbraio 2014, che ha avuto attuazione dopo le elezioni dipartimentali del 2015, è stato soppresso.

## Composizione
Comprendeva i comuni di
- Chauvincourt-Provemont
- Coudray
- Doudeauville-en-Vexin
- Étrépagny
- Farceaux
- Gamaches-en-Vexin
- Hacqueville
- Heudicourt
- Longchamps
- Morgny
- Mouflaines
- La Neuve-Grange
- Nojeon-en-Vexin
- Puchay
- Richeville
- Sainte-Marie-de-Vatimesnil
- Saussay-la-Campagne
- Le Thil
- Les Thilliers-en-Vexin
- Villers-en-Vexin